# Hippus het zeeveulen
Hippus het zeeveulen is het honderdeerste stripverhaal uit de reeks van Suske en Wiske. Het is een kort verhaal, vermoedelijk geschreven en getekend door Paul Geerts. Het verhaal is geschreven voor het Vakantieboek van 1975, waarin het voor het eerst verscheen samen met Een zonderlinge ballon, een kort Jerom-reeks.
In maart 1983 verscheen het in de Vierkleurenreeks als dubbelalbum samen met een ander kort verhaal, Het verborgen volk. Het album kreeg nummer 193.

## Locaties
- de Costa Brava (Spanje).

## Personages
- Suske, Wiske met Schanulleke, tante Sidonia, Lambik, Jerom, Hippus het zeeveulen, zeerovers en kapitein.

## Het verhaal
Suske en Wiske gaan duiken en horen van een man over een wrak van een piratenschip bij het eiland. Wiske vindt een oude Romeinse vaas op de bodem en samen met Suske haalt ze de vaas naar boven, er staat een afbeelding van een zeepaard/mens op. Tante Sidonia vertelt dat het een zeeveulen is, in de ruïnes van Empúries heeft men ook zulke afbeeldingen gevonden. Het gaat om Hippus, de prins der zeepaardjes. ’s Nachts wordt de vaas gestolen en de vrienden achtervolgen een schim. Dan komen Suske en Wiske Lambik tegen, hij is tegen een boom gereden toen een zonderling wezen richting de zee verdween. Ze vinden de vaas op het strand, maar Suske gelooft niks van het verhaal over zeeveulens. Wiske wil met een duikersklok in de zee afdalen en samen met Suske gaat ze met een bootje op pad. Maar als Wiske onder is breekt het touw en Suske kan haar niet bevrijden. Samen zitten ze opgesloten in de duikersklok en worden ze na lange tijd bevrijd door Hippus, hij vertelt dat Neptunus hem heeft aangesteld als prins van de zeepaardjes. Hij heeft duizenden zeepaardjes in een grot geleid, maar een wrak heeft de ingang geblokkeerd.
Suske en Wiske willen de volgende dag naar het wrak duiken, maar dit wordt verboden door tante Sidonia. Lambik laat de kinderen toch gaan en tante Sidonia is woedend als ze erachter komt, ze stuurt Lambik achter de kinderen aan. Suske en Wiske vinden piraten in het wrak, ze zitten er al honderden jaren en nemen Hippus en de kinderen gevangen. In de boot kunnen de kinderen ademen en hebben ze de duikapparatuur niet nodig. De piraten vertellen dat ze dronken waren en op de klippen liepen, de kapitein heeft de mannen toen vervloekt. Alleen als iemand zich voor hen opoffert zal de vloek verbroken worden. Hippus wil zich opofferen als de mannen een gat in het schip maken, zodat de zeepaardjes kunnen ontsnappen uit de grot. Suske en Wiske willen hem niet opofferen, en er begint een gevecht met de piraten.
Dan komt ook Lambik in het wrak aan, maar de vrienden worden overmeesterd en Suske wil zich opofferen. Dan verschijnt de geest van de kapitein, hij heeft bewondering voor de moed van Suske en wil de mannen laten verdwijnen zodat de zeepaardjes kunnen worden bevrijd. De vrienden beginnen een gat te maken in de boot, maar zien niet dat het kruit nog brandt. Als de boot ontploft worden de vrienden naar buiten geslingerd, Lambik redt de kinderen maar is nog op volle zee, Hippus gaat hen zoeken. Tante Sidonia is ongerust als Jerom ook aankomt op zijn vakantiebestemming. Jerom heeft een luchtballon meegenomen en hij gaat zijn vrienden zoeken. Hij ziet de vrienden in zee en redt hen, Hippus heeft de zeepaardjes bevrijd en neemt ze mee naar streken zonder piraten en toeristen.